# Acanthiza uropygialis
Il becco a spina codacastana (Acanthiza uropygialis Gould, 1838), noto anche col nome di beccospino groppacastana, è un uccello della famiglia Acanthizidae diffuso nell'Australia meridionale.

## Descrizione
Quest'uccello ha la testa, le ali e le parti superiori marroni, leggermente tinte di oliva, mentre le piume della fronte sono punteggiate di un colore più chiaro. La groppa e le copritrici superiori della coda sono castano-rossiccio e la coda è nero-brunastra, largamente punteggiata di bianco, che nelle penne centrali e tinto di marrone. Il petto, la gola e la parte centrale della coda sono bianco-grigiastro mentre i fianchi e le copritrici inferiori della coda sono bianco-giallastro. Il becco e le zampe sono neri.

## Biologia

### Riproduzione
Il nido è piccolo, a cupola o coperto e con l'entrata di un lato, ed è costruito con erba e pezzi di corteccia mentre l'interno è foderato con peli e piume. Solitamente è situato in un buco di un albero cavo o di un ceppo.
Di solito depongono tre uova, raramente quattro, di forma ovale. Il guscio è leggermente lucido, bianco con punteggiature marrone-rossastre che sono più numerose agli apici.

## Distribuzione e habitat
Abita nelle savane, praterie e nelle zone rocciose del sud e dell'ovest dell'Australia, in'un'area che si estende per 4.790.000 km².

## Tassonomia
Il becco a spina codacastana ha 2 sottospecie:
- Acanthiza uropygialis augusta
- Acanthiza uropygialis uropygialis

## Conservazione
La popolazione non è stata quantificata, ma la specie è definita frequentemente comune, anche se il numero degli esemplari è in diminuzione per la distruzione dell'habitat.
La IUCN classifica il becco a spina codacastana come una specie a rischio minimo di estinzione.